# Sprzedaż lawinowa
Sprzedaż lawinowa (również system promocyjny typu „piramida”) – polega na „proponowaniu nabywania towarów lub usług poprzez składanie nabywcom tych towarów lub usług obietnicy uzyskania korzyści materialnych w zamian za nakłonienie innych osób do dokonania takich samych transakcji, które to osoby uzyskałyby podobne korzyści materialne wskutek nakłonienia kolejnych osób do udziału w systemie”.

## Kwalifikacja prawna
Zakładanie, prowadzenie lub propagowanie systemów promocyjnych typu „piramida”, w ramach których konsument wykonuje świadczenie w zamian za możliwość otrzymania wynagrodzenia, które jest uzależnione przede wszystkim od wprowadzenia innych konsumentów do systemu, a nie od sprzedaży lub konsumpcji produktów stanowi praktykę handlową wprowadzającą w błąd. 
Zawieranie umów lawinowych zostało zdefiniowane po raz pierwszy w prawie polskim jako zachowanie przestępne w art. 8 ust. 3 ustawy o zwalczaniu nieuczciwej konkurencji z 1926 r. (Dz.U. z 1930 r. nr 56, poz. 467).
Definicję sprzedaży lawinowej do polskiego systemu prawnego wprowadziła Ustawa z dnia 16 kwietnia 1993 r. o zwalczaniu nieuczciwej konkurencji. Ustawa penalizuje tę formę sprzedaży. W myśl tego aktu, organizowanie bądź kierowanie systemem sprzedaży lawinowej w Polsce jest czynem nieuczciwej konkurencji, zagrożonym karą pozbawienia wolności od 6 miesięcy do 8 lat.

## Sprzedaż lawinowa a marketing wielopoziomowy
Równocześnie ten akt prawny dokonał rozróżnienia pomiędzy nieuczciwą sprzedażą lawinową a legalnie działającymi w systemami marketingu wielopoziomowego Ustawa precyzuje, że organizowanie takiego systemu sprzedaży nie stanowi czynu nieuczciwej konkurencji jeśli spełnione zostaną dwa warunki:
1. korzyści materialne uzyskiwane z tytułu uczestnictwa w takim systemie pochodzą ze środków pochodzących z zakupu lub ze sprzedaży dóbr (i usług) po cenie, której wysokość nie przekracza rażąco faktycznej rynkowej wartości tych dóbr czy usług,
2. uczestnikowi rezygnującemu z udziału w tym systemie sprzedaży przysługuje prawo do odprzedania organizatorowi wszystkich nabytych od niego zdatnych się do sprzedaży towarów, materiałów informacyjnych i instruktażowych, zestawów prezentacyjnych lub próbek towarów nabytych w okresie 6 miesięcy przed datą zgłoszenia organizatorowi rezygnacji – za co najmniej 90% ceny zakupu.

W literaturze przedmiotu można napotkać na błędne utożsamianie zabronionej sprzedaży lawinowej z legalnie działającymi systemami marketingu wielopoziomowego.
|                     | sprzedaż lawionowa (piramida) | marketing wielopoziomowy |
| ------------------- | --- | --- |
| Przychód            | Nie jest sprzedawany żaden produkt, lub sprzedawany produkt jest niskiej jakości, na który brak naturalnego popytu (szczególnie w piramidach handlowych), a łączny przychód pochodzi z wpłat nowych uczestników włączanych do struktury | Pochodzi w większości ze sprzedaży produktów o wysokiej jakości, na które występuje naturalny popyt |
| Konstrukcja systemu | Zyski uczestników znajdujących się na szczycie piramidy (zazwyczaj organizatorów) są finansowane z opłat wstępnych dużej liczby uczestników systemu na dole piramidy                                                                    | Uczestnik sieci, niezależnie od miejsca w strukturze, może otrzymywać wynagrodzenie które jest uzależnione wyłącznie od wkładu pracy i zdolności osobistej oraz tych członków sieci, a ich obrót jest także uzależniony od ich sprzedaży towarów o wysokiej jakości |
| Siedziba firmy      | Organizatorzy zwykle nie podają adresów i danych teleadresowych swoich przedsiębiorstw. Siedziby są lokalizowane w lokalach albo dane o nich są fikcyjne. Podawane numery telefonów należą zwykle do sieci komórkowych                  | Przedstawiciele sieci mają obowiązek podawać klientom pełną nazwę przedsiębiorstwa i dane teleadresowe organizatora |
| Zapasy              | Brak gwarancji zwrotnej odsprzedaży zapasów przez sprzedawców i brak możliwości odstąpienia od zawartej umowy sprzedaży | Gwarancja zwrotnej odsprzedaży zapasów przez sprzedawców za co najmniej 90% ceny zakupu i możliwość odstąpienia od zawartej umowy sprzedaży |
| Sieć sprzedaży      | System wymusza od uczestników prowadzenie rekrutacji kolejnych osób, pod rygorem utraty wniesionego wkładu finansowego | Sprzedawca nie ma obowiązku budowania i zarządzania swojej sieci sprzedawców |
| Dochody             | Organizator obiecuje bardzo wysokie dochody przy minimalnym wkładzie pracy | Organizator nie obiecuje wysokich dochodów bez wkładu pracy |